# PowerVR

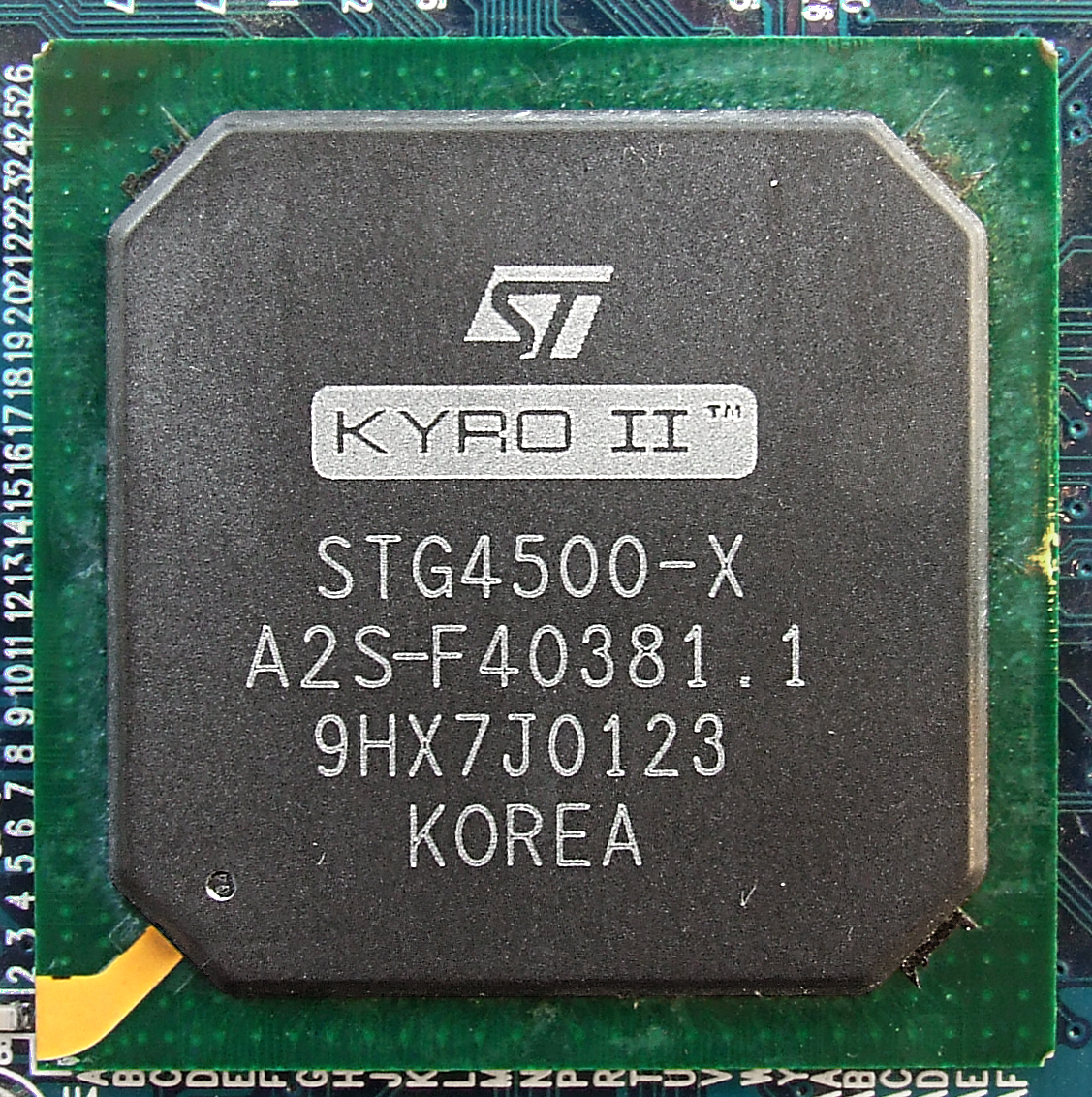
Le Kyro II de ST

PowerVR est une division d'Imagination Technologies (anciennement VideoLogic) développant du matériel et des logiciels spécialisés dans le rendu 2D et 3D, dans l'encodage et décodage vidéo, le traitement d'image et permettant l’accélération matérielle pour les standard DirectX, OpenGL ES, OpenVG et OpenCL.
La ligne de produits PowerVR a initialement été introduite pour entrer en compétition sur le marché de l'accélération 3D des PC de bureau, misant sur un meilleur rapport prix/performance que les produits existants comme ceux de 3dfx Interactive ou NVidia : PCX1, Kyro, Kyro II. Les changements rapides sur ce marché, notamment avec l'introduction d'OpenGL et de Direct3D, l'ont amené à une consolidation rapide ; la majorité des petits acteurs, tels que PowerVR, ont dû l'évacuer.
PowerVR répond en introduisant de nouvelles versions contenant de l’électronique basse consommation à destination du marché des ordinateurs mobiles. Une série de produits sont destinés aux petits périphériques portables, tels que téléphones ou tablettes, via les SoC d'architecture ARM. PowerVR fait partie des entreprises les mieux placées sur ce marché.
PowerVR ne construit pas ses accélérateurs graphiques, mais les vend sous forme de licence de production aux fabricants de microprocesseurs tels qu'Intel, NEC, Renesas, Samsung, STMicroelectronics, Texas Instruments, Freescale, NXP Semiconductors (anciennement Philips Semiconductors), Allwinner Technology, et d'autres.
Les accélérateurs PowerVR sont très utilisés parmi les smartphones et tablettes tactiles sous Android. Les modèles SGX535 (utilisés par exemple dans les Wiko Cink King et Ucall Phoenix), SGX540 (Samsung Galaxy Tab 2, Archos G9) et SGX544 (Archos 101XS, Archos Platinium) figurent parmi les plus vendus de la compagnie[Quand ?][réf. souhaitée].